# Conomitra caribbeana
Conomitra caribbeana is een slakkensoort uit de familie van de Volutomitridae. De wetenschappelijke naam van de soort is voor het eerst geldig gepubliceerd in 1929 door Weisbord.